# Olga Ismailowna Sresnewskaja
Olga Ismailowna Sresnewskaja (russisch Ольга Измаиловна Срезневская,* 27. Septemberjul. / 9. Oktober 1845greg. in Charkow, Russisches Kaiserreich; † 24. November 1930 in Leningrad) war eine russische Philologin und Übersetzerin.

## Leben
Sie wurde als Tochter des russischen Philologen, Paläographen, Slawisten und Ethnographen Ismail Iwanowitsch Sresnewski (1812–1880) geboren. Sie studierte an der historisch-philologischen Fakultät der Universität Sankt Petersburg. Nach Beendigung des Studiums publizierte sie literaturkritische Beiträge und einen Reisebericht Drei Tage in Taormina. Außerdem übersetzte sie den US-amerikanischen Schriftsteller Bret Harte sowie den Bericht des Spaniers Ruy González de Clavijo über seine Asienreise und seinen Aufenthalt als Gesandter am Hof von Samarkand unter dem Titel Leben und Taten des großen Tamerlan.
Nach dem Tod ihres Vaters widmete sie sich der Vollendung und der Herausgabe seiner Werke. Im Zentrum ihrer mehr als drei Jahrzehnte andauernden Tätigkeit stand dabei das Wörterbuch der altrussischen Sprache. Für ihre Verdienste wurde sie 1895 zum korrespondierenden Mitglied der Russischen Akademie der Wissenschaften gewählt.
Sie gehört zu den wenigen Frauen, die im 19. Jahrhundert in die Russische Akademie aufgenommen wurden.
Boris und Wjatscheslaw Sresnewski waren ihre Brüder.